# 1259
Năm 1259 là một năm trong lịch Julius.

## Mất
Mông Kha-Khả hãn đế quốc Mông Cổ.